# Josef Götz
Josef Götz (17. listopadu 1823 Paternion – 18. října 1894 Paternion) byl rakouský šlechtic a politik německé národnosti z Korutan, v 2. polovině 19. století poslanec Říšské rady.

## Biografie
Působil jako statkář v korutanském Paternionu. Byl aktivní v politice.
Zasedal jako poslanec Korutanského zemského sněmu a byl taky poslancem Říšské rady (celostátního parlamentu Předlitavska), kam nastoupil v doplňovacích volbách roku 1875 za kurii velkostatkářskou v Korutanech. Slib složil 12. listopadu 1875. V roce 1875 se uvádí jako Josef Götz, statkář, bytem Paternion. Nastoupil místo dosavadního poslance Carla Cnoblocha. Zastupoval v parlamentu provládní blok Ústavní strany (centralisticky a provídeňsky orientované), respektive její sesterské statkářské formace Strany ústavověrného velkostatku.